# K

نحوه رسم K (کی بزرگ) و k (کی کوچک)

K یازدهمین حرف از حروف الفبای لاتین است. نام انگلیسی آن «کِی» است. در فرانسوی نام آن «کا» است و در تلفظ رایج فارسی همان گفته می‌شود.

## کاربرد
| d |

| d |

### در نگارش فارسی
این حرف معادل حرف / ک / در الفبای فارسی می‌باشد.
معمولاً به صورت kh معادل حرف / خ / در الفبای فارسی می‌باشد.

### فیزیک
K (کی بزرگ) در دستگاه بین‌المللی یکاها نماد کلوین و {\displaystyle k} نماد رسانندگی گرمایی است.